# Stade Smaïl-Lahoua
Le Stade Smaïl-Lahoua (en arabe : ملعب إسماعيل لهوة) est un stade de football situé dans la ville algérienne de Tadjenanet, wilaya de Mila. Il est le lieu d’entraînement du Difaâ Riadhi Baladiat Tadjenanet (DRB Tadjenanet).